# ACRYLICSTAB
ACRYLICSTAB（アクリルスタッブ）は、日本のロックバンド。2006年、東京都にて結成。

## 概要
2006年に東京都で結成される。バンド名は「ACRYLIC(アクリル)」と「STAB(とがったもので刺す)」の合成語が由来。
2006年11月22日発売の「ACRYLICSTAB」でCDデビュー。
現在、ライブ活動だけではなく、メンバーであるUYU、阿部隆大ともにアーティスト、ＴＶアニメ番組への作詞、作曲提供を行っている。

## メンバー
- Uyu ウユ（9月15日 - ）　北海道出身　ボーカル、作詞・作曲
- 阿部隆大（11月3日 - ）　東京都出身　ギター、作曲

## 来歴
- 2006年
  - 3月、東京都で「ACRYLICSTAB」結成。関東圏内のライブハウスを中心に活動する。
  - 11月22日、ミニアルバム「ACRYLICSTAB」をリリース。
- 2008年
  - 3月6日、ミニアルバム「有限のメモリ」を関東先行発売。同年7月下旬全国発売。
  - 7月29日、原宿アストロホールにて初ワンマンライブ。
- 2009年
  - 7月、BS11ch『阿藤快のぶらり”快”的ぶらり旅』オープニング曲。
- 2011年
  - 7月31日、初のマキシシングル「HEARTRENDING」をリリース。
  - 10月8日～10日、徳島市「マチアソビ vol.7」に参加。
  - 12月17日、ワンマンライブ「水銀灯のトワイライト」を開催。
- 2012年
  - 10月28日、ミニアルバム「INNERBEAT」をリリース。
- 2013年
  - 4月1日、Uyuが「すすめ!キッチン戦隊クックルン」のOP曲を担当[2]。
  - 6月27日、PlayStation 3用ソフト「エスカ&ロジーのアトリエ 〜黄昏の空の錬金術士〜」内のバトルフィニッシュテーマを担当[3]。
- 2014年
  - 10月31日、ワンマンライブ「最果てのMetanoia」を四谷三丁目メビウスにて開催。会場にてミニアルバム「moNo-laNdscape」を先行販売。

## ディスコグラフィ

### シングル
1. HEARTRENDING　(2011年)
2. LOVELESS(Acoustic Heart)　(2011年)

### ミニアルバム
1. ACRYLICSTAB　(2006年)
2. 有限のメモリ (2008年)
3. アンダーグラウンド処方箋 (2009年）
4. INNERBEAT (2012年）
5. moNo-laNdscape (2014年）
6. Notes (2017年）